# Kenji Koyano
Kenji Koyano (小谷野 顕治 Koyano Kenji?, nacido el 22 de junio de 1988 en Ibaraki) es un exfutbolista japonés. Jugaba de centrocampista y su último club fue el Gainare Tottori de Japón.

## Trayectoria

### Clubes
| Club            | País  | Año         |
| --------------- | ----- | ----------- |
| Kashima Antlers | Japón | 2007 - 2011 |
| Albirex Niigata | Japón | 2012 - 2013 |
| Mito HollyHock  | Japón | 2014 - 2015 |
| Gainare Tottori | Japón | 2016        |

## Estadística de carrera

### J. League
| Club            | Año   | J. League | J. League | Copa J. League | Copa J. League | Total | Total |
| Club            | Año   | Part.     | Goles     | Part.          | Goles          | Part. | Goles |
| --------------- | ----- | --------- | --------- | -------------- | -------------- | ----- | ----- |
| Kashima Antlers | 2007  | 0         | 0         | 0              | 0              | 0     | 0     |
| Kashima Antlers | 2008  | 0         | 0         | 0              | 0              | 0     | 0     |
| Kashima Antlers | 2009  | 0         | 0         | 0              | 0              | 0     | 0     |
| Kashima Antlers | 2010  | 1         | 0         | 0              | 0              | 1     | 0     |
| Kashima Antlers | 2011  | 3         | 0         | 0              | 0              | 3     | 0     |
| Albirex Niigata | 2012  | 9         | 0         | 4              | 0              | 13    | 0     |
| Albirex Niigata | 2013  | 1         | 0         | 0              | 0              | 1     | 0     |
| Mito HollyHock  | 2014  | 17        | 0         | -              | -              | 17    | 0     |
| Mito HollyHock  | 2015  | 11        | 1         | -              | -              | 11    | 1     |
| Gainare Tottori | 2016  | 29        | 0         | -              | -              | 29    | 0     |
| Total           | Total | 71        | 1         | 4              | 0              | 75    | 1     |

## Palmarés

### Títulos nacionales
| Título             | Club            | País  | Año  |
| ------------------ | --------------- | ----- | ---- |
| J1 League          | Kashima Antlers | Japón | 2007 |
| Copa del Emperador | Kashima Antlers | Japón | 2007 |
| J1 League          | Kashima Antlers | Japón | 2008 |
| J1 League          | Kashima Antlers | Japón | 2009 |
| Copa del Emperador | Kashima Antlers | Japón | 2010 |
| Copa J. League     | Kashima Antlers | Japón | 2011 |